# Seniorscoutlag
Seniorscoutlag är avdelningen för de äldsta ledarledda scouterna. På denna nivån ska de nu börja omsätta det de lärt sig till praktiskt nyttiga saker som används i realistiska situationer, men det finns även mycket tid för lek och upptåg. Det arbetas inte längre i patruller utan istället arbetar hela laget gemensamt, ett lag är ungefär 9- 15 personer. Seniorscouterna träffar scouter från andra delar av landet. På sommaren finns det många saker att göra förutom de vandliga sommarlägerna. Man kan till exempel gå Blå hajk eller Explorer Belt, oftast så finns det någonstans i Sverige varje år speciella seniorscoutsläger.
Seniorscout tränar även för att bli ledare inom scoutrörelsen. Tiden som seniorscout varierar från förbund det vanligaste är årskurs 9 till och med 18 år. I till exempel FA kan man vara det till 21 år.